# سنت اتین دو رووره
شهر سنت اتین دو رووره (به فرانسوی: Saint-Étienne-du-Rouvray) در شهرستان سن ماریتیم در ناحیه نرماندی علیا با جمعیت ۲۷٬۸۱۵ نفر در کشور فرانسه واقع شده‌است